# Charritte-de-Bas
Charritte-de-Bas ist eine französische Gemeinde mit 245 Einwohnern (Stand 1. Januar 2022) im Département Pyrénées-Atlantiques in der Region Nouvelle-Aquitaine (vor 2016: Aquitanien). Die Gemeinde gehört zum Arrondissement Oloron-Sainte-Marie und zum Kanton Montagne Basque (bis 2015: Kanton Mauléon-Licharre).
Der Name in der baskischen Sprache lautet Sarrikotapea. Die Einwohner werden entsprechend Sarrikotar genannt.

## Geographie
Charritte-de-Bas liegt ca. 40 km nordwestlich von Oloron-Sainte-Marie in der historischen Provinz Soule im französischen Teil des Baskenlands.
Umgeben wird der Ort von den Nachbargemeinden:
|                        | Lichos                                      |        |
| Aroue-Ithorots-Olhaïby | Kompassrose, die auf Nachbargemeinden zeigt | Charre |
|                        | Espès-Undurein                              |        |

Charritte-de-Bas liegt im Einzugsgebiet des Flusses Adour. Ein Nebenfluss des Gave d’Oloron, der Saison, strömt zusammen mit seinem Zufluss, dem Borlaas, durch das Gemeindegebiet.

## Geschichte
Die Gründung der Gemeinde erfolgte im Mittelalter. Erste Erwähnung erfolgte 1474 in der Form Xarrite in den Verträgen des Notars Ohix der Provinz Soule.
Auf der Karte von Cassini 1750 ist die Gemeinde als Charitte inferieur eingetragen, wurde während der Französischen Revolution 1793 als Charitte Mas geführt, acht Jahre später während des Französischen Konsulats als Charitte-Inferieur und schließlich als Charitte-de-Bas.

### Einwohnerentwicklung
Nach Höchstständen der Einwohnerzahl in der ersten Hälfte des 19. Jahrhunderts mit über 400 Einwohnern reduzierte sich die Zahl bei kurzzeitigen Wachstumsphasen bis heute um rund 40 % und pendelt sich auf ein Niveau von rund 250 Bewohnern ein.
| Jahr      | 1962 | 1968 | 1975 | 1982 | 1990 | 1999 | 2006 | 2009 | 2022 |
| --------- | ---- | ---- | ---- | ---- | ---- | ---- | ---- | ---- | ---- |
| Einwohner | 318  | 301  | 291  | 285  | 273  | 247  | 242  | 240  | 245  |

## Sehenswürdigkeiten

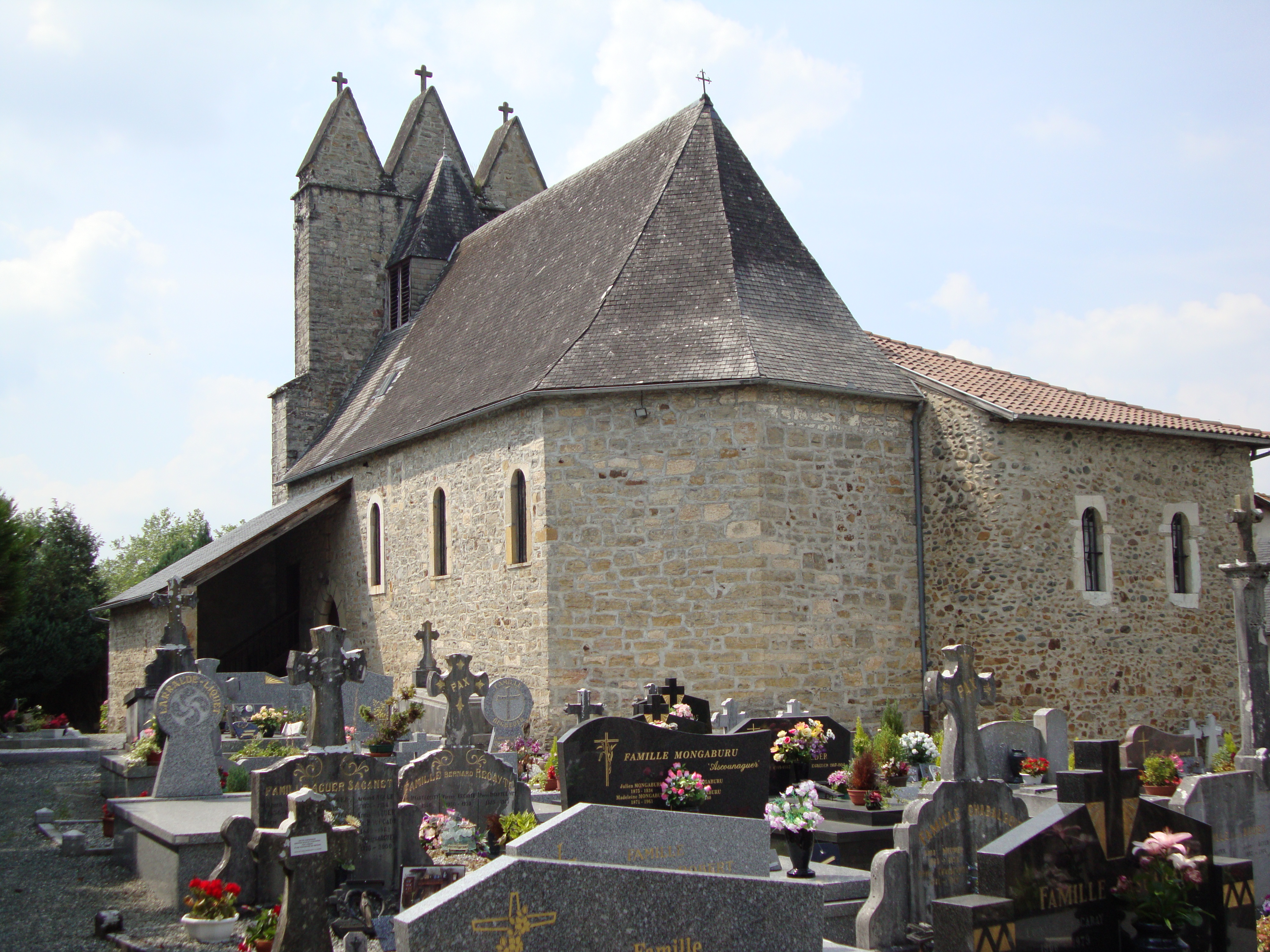
Ortskirche Saint-Jean-Baptiste

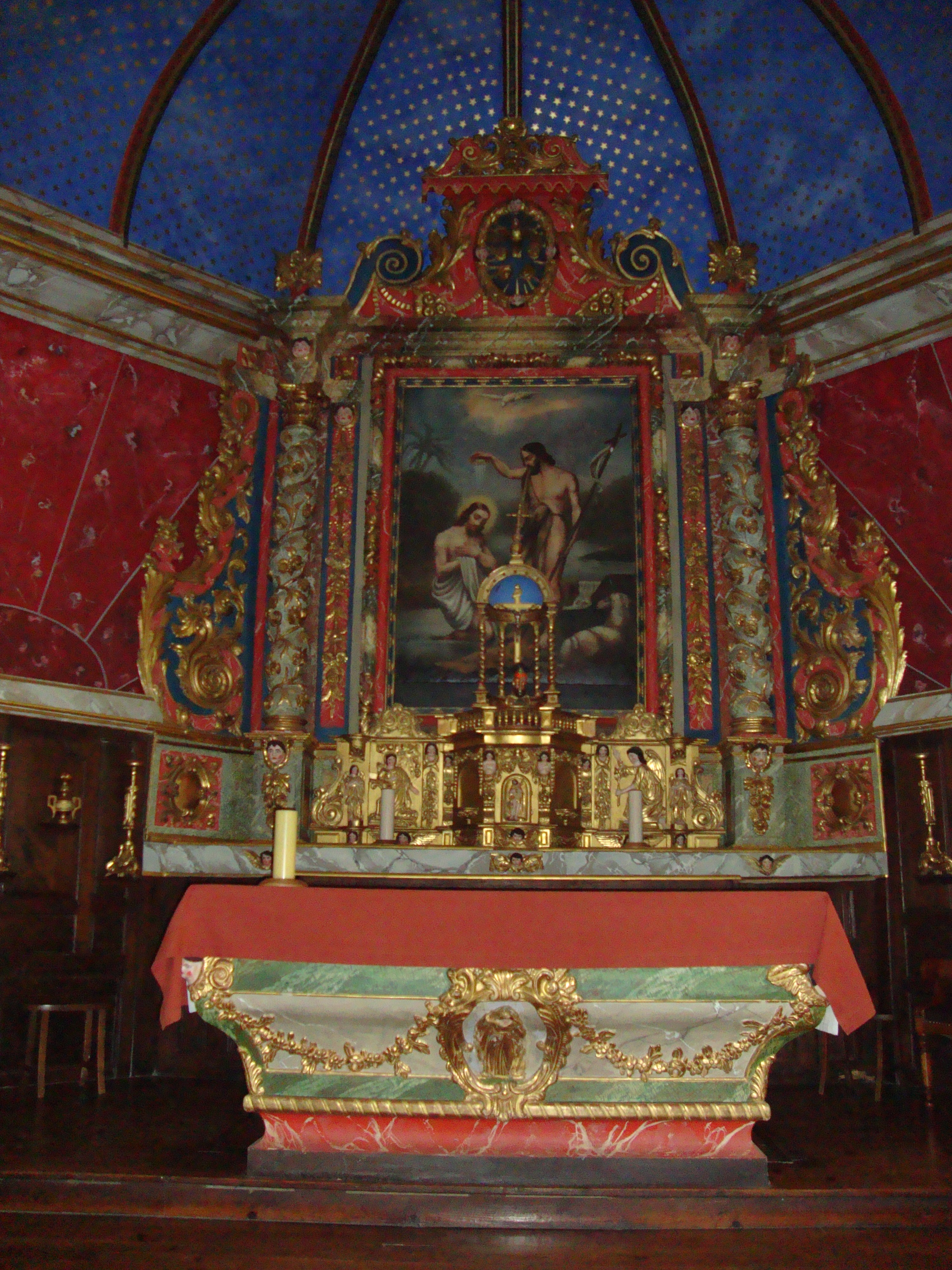
Altar der Ortskirche

- Ortskirche, gewidmet Johannes dem Täufer. Romanische Partien der heutigen Kirche gehen bis in das 12. Jahrhundert zurück. Da die Gemeinde am Jakobsweg nach Santiago de Compostela liegt, war ihre erste Bestimmung die Aufnahmen der Pilger. Während der Hugenottenkriege im 16. Jahrhundert wahrscheinlich vollständig zerstört, wurde die Kirche ein Jahrhundert später wieder aufgebaut. In diesem Zuge wurde der Glockengiebel errichtet, ein typisches Beispiel für die Region Soule mit seinem charakteristischen Clocher trinitaire. Der Giebel weist drei gleich hohe Spitzdächer auf, jedes mit einem Kreuz versehen, als Symbol für die Dreifaltigkeit. Zu Beginn der 1990er Jahre wurde die Kirche vollständig restauriert.[8] Die Anordnung der Säulen und Arkaden inmitten des Kirchenschiffs im Kircheninnern gehört zu den romanischen Elementen, die die Zerstörung im 16. Jahrhundert überdauert haben. Wie in allen baskischen Kirchen erstrecken sich auch hier Emporen auf drei Seiten. Diese sind traditionell den Männern vorbehalten, die während einer Messe der Tradition nach von den Frauen getrennt sitzen.[9] Die Einheit von Altar, Altaraufsatz und Tabernakel stammt aus dem 18. Jahrhundert und repräsentiert den im Baskenland weit verbreiteten barocken Stil. In der Mitte des Altaraufsatzes fällt der Blick auf ein Gemälde, das die Taufe Jesu durch Johannes den Täufer zeigt. Der Gebrauch von intensiven Farben, insbesondere Purpur und Gold, verstärkt den Gesamteindruck.[10] Am Altaraufsatz ist ein Seraph mit einem runden Gesicht und kolorierten Wangen zu erkennen. Allerdings verleihen ihm seine großen Augen und seine nach unten zeigenden Mundwinkel einen traurigen Ausdruck. Der Rest seines Körpers besteht aus verflochtenen goldenen Motiven.[11] Der Tabernakel in der Mitte des Altaraufsatzes ist aus dem gleichen vergoldeten Holz gearbeitet. Er ist reich verziert mit Engeln und Puttenköpfen, einer Glocke und zahlreichen floralen Motiven. Eine Christusstatue füllt die gesamte Tür des Tabernakels aus. Es handelt sich um die in der christlichen Bildsymbolik „Christus in der Rast“ genannte Darstellung. Sie stellt den Moment der Passion dar, nachdem Christus seiner Kleider beraubt worden war und bevor er an das Kreuz genagelt wurde. Hier trägt er lediglich einen Umhang über seine Schultern, eine Dornenkrone auf seinem Haupt und ein Schilfrohr in seiner Hand.[12]

- Haus Prebende. Es ist wahrscheinlich zwischen dem 16. und 19. Jahrhundert gebaut worden und weist typische Eigenschaften von Häusern der Soule auf. Das raue Klima in der Nähe der Pyrenäen erfordert feste Baustoffe zur Errichtung der Wände wie Kieselsteine oder Kies. Eine weitere Besonderheit ist die hohe Dachneigung von zuweilen 50°, um die Ansammlung einer zu großen Menge schweren Schnees im Winter zu vermeiden.[13]

## Wirtschaft und Infrastruktur

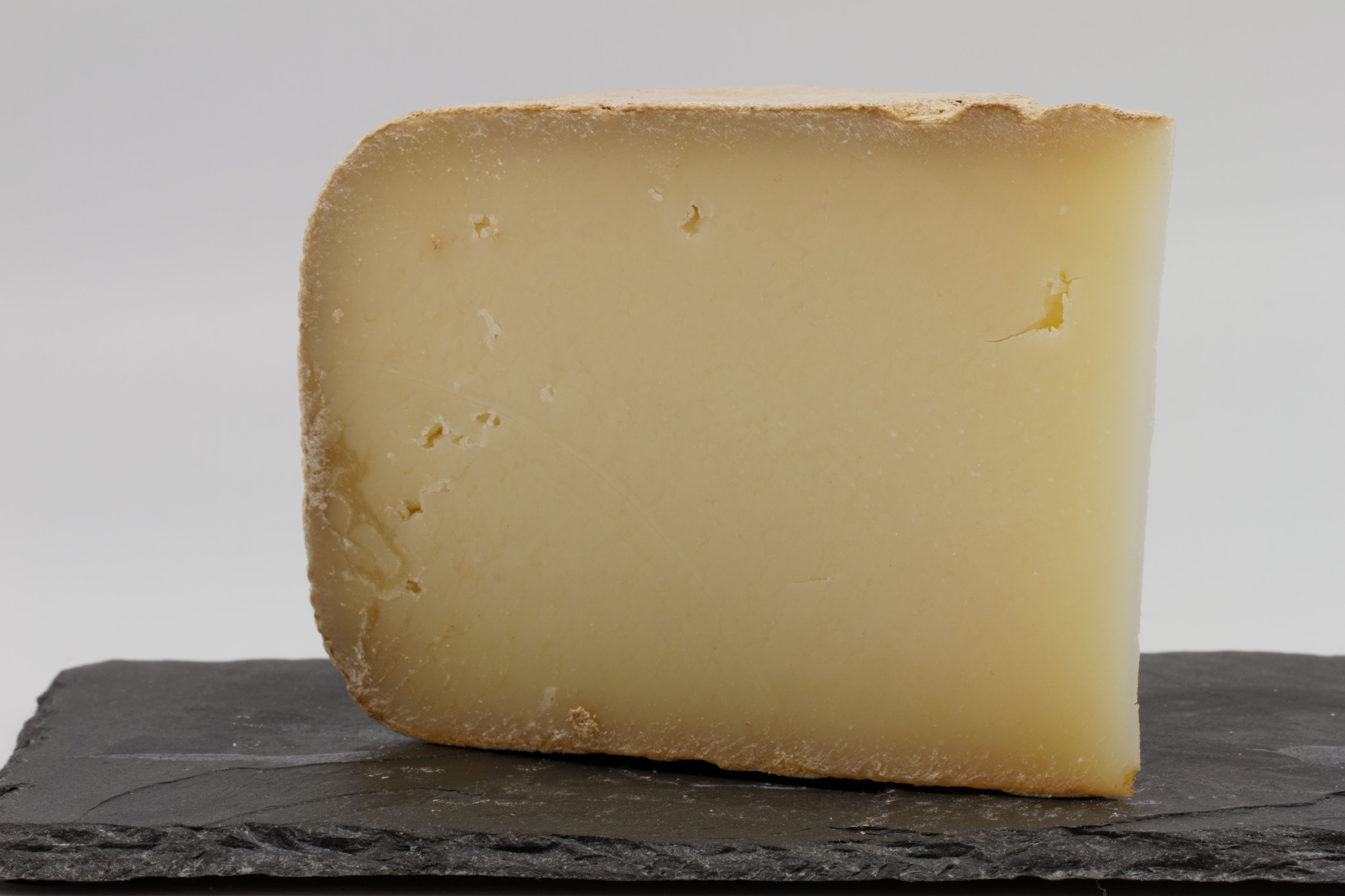
Ossau-Iraty

Traditionell ist die Landwirtschaft ein wichtiger Wirtschaftsfaktor der Gemeinde. Im 19. Jahrhundert entwickelte sich das Handwerk als weitere wirtschaftliche Aktivität. Daneben gibt es heute mehrere kleine Unternehmen. Charritte-de-Bas liegt in den Zonen AOC des Ossau-Iraty, eines traditionell hergestellten Schnittkäses aus Schafmilch, sowie der Schweinerasse und des Schinkens „Kintoa“.

### Bildung
Die Gemeinde verfügt über eine öffentliche Vor- und Grundschule mit 32 Kindern im Schuljahr 2016/2017.

### Verkehr
Charritte-de-Bas ist erreichbar über die Routes départementales 11, 23 und 2023 und ist mit einer Linie des Busnetzes Transports 64 mit anderen Gemeinden des Départements verbunden.